# Лагонегро
Лагонегро, Лаґонеґро (італ. Lagonegro) — муніципалітет в Італії, у регіоні Базиліката, провінція Потенца.
Лагонегро розташоване на відстані близько 340 км на південний схід від Рима, 60 км на південь від Потенци.
Населення — 5614 осіб (2014).
Щорічний фестиваль відбувається 6 грудня. Покровитель — святий Миколай.

## Демографія
Населення за роками:

Станом на 1 січня 2023 року в муніципалітеті офіційно проживало 110 іноземців з 20 країн, серед них 69 громадян країн Євросоюзу та 1 громадянин України.

## Сусідні муніципалітети
- Казальбуоно
- Казалетто-Спартано
- Лаурія
- Молітерно
- Монтезано-сулла-Марчеллана
- Немолі
- Ривелло
- Торторелла

## У мистецтві
Містечко Лагонегро - місце, де розгортається дія опери "Удавана садівниця" В.А. Моцарта, а подеста (міський голова) Лагонеро - головний персонаж цієї опери. 